# Copa Interamericana 1973
La Copa Interamericana 1973 fue la tercera edición del torneo organizado entre Conmebol y Concacaf. Enfrentó al equipo argentino Independiente contra el club hondureño Olimpia, resultando campeón el equipo gaucho por marcador global de 4 a 1.

## Clubes clasificados
Se fueron decidiendo a lo largo de 1972 entre las dos máximas competiciones de las confederaciones de América.
| Conmebol (Sudamérica)                       |  | Independiente |  | Campeón de la Copa Libertadores (1972)                |
| Concacaf (Norte, Centroamérica y el Caribe) |  | Olimpia       |  | Campeón de la Copa de Campeones de la Concacaf (1972) |

## Resultados

### Partido de ida
| 17 de junio de 1973 | Olimpia  | 1:2 (0:1) | Independiente                 | Estadio Francisco Morazán, San Pedro Sula |                           |
|                     | Bran 75' |           | Semenewicz 30' · Maglioni 55' | Árbitro(s): Rolando Mirón                 | Árbitro(s): Rolando Mirón |

|    | POR | Samuel Sentini         |       |
|    | DEF | Selvin Cárcamo         |       |
|    | DEF | Miguel Ángel Matamoros |       |
|    | DEF | Oscar García           |       |
|    | DEF | Juan Ventura López     |       |
|    | MED | Marco Mendoza          |       |
|    | MED | Ángel Paz              |       |
|    | MED | Rigoberto Gómez        |       |
|    | DEL | Reynaldo Mejía         | Salió |
|    | DEL | Raúl Suazo             |       |
|    | DEL | Jorge Bran             |       |
| DT | DT  | Juan Andino            |       |

|    | POR | Miguel Ángel Santoro  |       |
|    | DEF | Eduardo Commisso      |       |
|    | DEF | Miguel Ángel Raimondo |       |
|    | DEF | Miguel Ángel López    |       |
|    | DEF | Ricardo Pavoni        |       |
|    | MED | Alejandro Semenewicz  |       |
|    | MED | Francisco Sá          |       |
|    | MED | Rubén Galván          | Salió |
|    | DEL | Eduardo Maglioni      | Salió |
|    | DEL | Agustín Balbuena      |       |
|    | DEL | Mario Mendoza         |       |
| DT | DT  | Humberto Maschio      |       |

|  | DEL | Dagoberto Espinal | Entró |

|  | MED | Ricardo Enrique Bochini | Entró |
|  | DEL | Miguel Ángel Giachello  | Entró |

|  | 53' | Jorge Bran |

|  | 29' | Alejandro Semenewicz    |
|  | 55' | Eduardo Andrés Maglioni |

|    | POR | Samuel Sentini         |       |
|    | DEF | Selvin Cárcamo         |       |
|    | DEF | Miguel Ángel Matamoros |       |
|    | DEF | Oscar García           |       |
|    | DEF | Juan Ventura López     |       |
|    | MED | Marco Mendoza          |       |
|    | MED | Ángel Paz              |       |
|    | MED | Rigoberto Gómez        |       |
|    | DEL | Reynaldo Mejía         | Salió |
|    | DEL | Raúl Suazo             |       |
|    | DEL | Jorge Bran             |       |
| DT | DT  | Juan Andino            |       |

|    | POR | Miguel Ángel Santoro  |       |
|    | DEF | Eduardo Commisso      |       |
|    | DEF | Miguel Ángel Raimondo |       |
|    | DEF | Miguel Ángel López    |       |
|    | DEF | Ricardo Pavoni        |       |
|    | MED | Alejandro Semenewicz  |       |
|    | MED | Francisco Sá          |       |
|    | MED | Rubén Galván          | Salió |
|    | DEL | Eduardo Maglioni      | Salió |
|    | DEL | Agustín Balbuena      |       |
|    | DEL | Mario Mendoza         |       |
| DT | DT  | Humberto Maschio      |       |

|  | DEL | Dagoberto Espinal | Entró |

|  | MED | Ricardo Enrique Bochini | Entró |
|  | DEL | Miguel Ángel Giachello  | Entró |

|  | 53' | Jorge Bran |

|  | 29' | Alejandro Semenewicz    |
|  | 55' | Eduardo Andrés Maglioni |

### Partido de vuelta
| 20 de junio de 1973 | Independiente              | 2:0 (1:0) | Olimpia | Estadio Nacional de Tegucigalpa, Tegucigalpa |                        |
|                     | Maglioni 1' · Balbuena 85' |           |         | Árbitro(s): Luis Rojas                       | Árbitro(s): Luis Rojas |

|    | POR | Miguel Ángel Santoro  |       |
|    | DEF | Eduardo Commisso      |       |
|    | DEF | Miguel Ángel Raimondo |       |
|    | DEF | Miguel Ángel López    | Salió |
|    | DEF | Ricardo Pavoni        |       |
|    | MED | Alejandro Semenewicz  |       |
|    | MED | Francisco Sá          |       |
|    | MED | Héctor Jesús Martínez |       |
|    | DEL | Eduardo Maglioni      |       |
|    | DEL | Agustín Balbuena      |       |
|    | DEL | Mario Mendoza         |       |
| DT | DT  | Humberto Maschio      |       |

|    | POR | Samuel Sentini         |       |
|    | DEF | Selvin Cárcamo         |       |
|    | DEF | Miguel Ángel Matamoros |       |
|    | DEF | Oscar García           |       |
|    | DEF | Juan Ventura López     |       |
|    | MED | Marco Mendoza          |       |
|    | MED | Domingo Ferrera        | Salió |
|    | MED | Rigoberto Gómez        |       |
|    | DEL | Raúl Suazo             | Salió |
|    | DEL | Dagoberto Espinal      |       |
|    | DEL | Jorge Bran             |       |
| DT | DT  | Juan Andino            |       |

|  | DEF | Luis Garisto | Entró |

|  | MED | Ángel Paz      | Entró |
|  | DEL | Reynaldo Mejía | Entró |

|  | 42' | Eduardo Maglioni |
|  | 85' | Agustín Balbuena |

| Árbitro             | Luis Rojas                  |
| Árbitros asistentes | Luis Paulino Siles Calderón |
| Árbitros asistentes | Miguel Lépiz                |

|    | POR | Miguel Ángel Santoro  |       |
|    | DEF | Eduardo Commisso      |       |
|    | DEF | Miguel Ángel Raimondo |       |
|    | DEF | Miguel Ángel López    | Salió |
|    | DEF | Ricardo Pavoni        |       |
|    | MED | Alejandro Semenewicz  |       |
|    | MED | Francisco Sá          |       |
|    | MED | Héctor Jesús Martínez |       |
|    | DEL | Eduardo Maglioni      |       |
|    | DEL | Agustín Balbuena      |       |
|    | DEL | Mario Mendoza         |       |
| DT | DT  | Humberto Maschio      |       |

|    | POR | Samuel Sentini         |       |
|    | DEF | Selvin Cárcamo         |       |
|    | DEF | Miguel Ángel Matamoros |       |
|    | DEF | Oscar García           |       |
|    | DEF | Juan Ventura López     |       |
|    | MED | Marco Mendoza          |       |
|    | MED | Domingo Ferrera        | Salió |
|    | MED | Rigoberto Gómez        |       |
|    | DEL | Raúl Suazo             | Salió |
|    | DEL | Dagoberto Espinal      |       |
|    | DEL | Jorge Bran             |       |
| DT | DT  | Juan Andino            |       |

|  | DEF | Luis Garisto | Entró |

|  | MED | Ángel Paz      | Entró |
|  | DEL | Reynaldo Mejía | Entró |

|  | 42' | Eduardo Maglioni |
|  | 85' | Agustín Balbuena |

| Árbitro             | Luis Rojas                  |
| Árbitros asistentes | Luis Paulino Siles Calderón |
| Árbitros asistentes | Miguel Lépiz                |

|                                   |
| Bandera de Argentina              |
| Campeón Independiente 1.er título |